# Xã Middlefork, Quận Vermilion, Illinois
Xã Middlefork (tiếng Anh: Middlefork Township) là một xã thuộc quận Vermilion, tiểu bang Illinois, Hoa Kỳ. Năm 2010, dân số của xã này là 1.458 người.